# Sergio Hernández (basket-ball)
Pour les articles homonymes, voir Hernández et Sergio Hernández.
Sergio Hernández, né le 1er novembre 1963 dans la province de Buenos Aires, est un entraîneur argentin de basket-ball.

## Biographie
Élu entraîneur de l'année de la ligue argentine pour sa première saison en première division,  à l'âge de seulement 29 ans, il est choisi en 2005 pour succéder à Ruben Magnano à la tête de la sélection argentine. Pour sa première compétition, en l'absence des ténors de la sélection, il obtient une médaille d'argent au tournoi des Amériques.
Au championnat du monde 2006 au Japon, les Argentins échouent d'un point en demi-finale, face au futur vainqueur, l'Espagne, et terminent 4e.
Aux Jeux olympiques de 2008, il conduit la sélection sur la troisième marche du podium. Vaincus par les États-Unis en demi-finale (101-81), les Argentins battent la Lituanie lors de la petite finale (87-75) pour obtenir la médaille de bronze.
Au Championnat des Amériques 2009, malgré l'absence de Ginobili, Oberto et Nocioni, il mène la sélection à la médaille de bronze, et la qualifie ainsi pour le Mondial 2010.
En septembre 2021, Hernández quitte le poste de sélectionneur de l'équipe nationale. Il est remplacé par Néstor García,.

## Carrière entraîneur

### Club
- 1992-1995 :  SC de Cañada de Gomez
- 1995-1997 :  Deportivo Roca Rio Negro
- 1997-1998 :  Regatas San Nicolás
- 1998-2003 :  Estudiantes Olavarria
- 2003-2005 :  Boca Juniors

### Sélection nationale
- 2005-2010 et 2015-2021 : sélectionneur de l'Équipe d'Argentine

## Palmarès

### Sélection nationale
- Jeux olympiques
  -  Médaille de bronze aux J.O. 2008 à Pékin
- championnat du monde masculin de basket-ball
  - 4e du championnat du monde 2006 au Japon
- Championnat des Amériques de basket-ball
  -  Médaille d'argent au Championnat des Amériques 2005
  -  Médaille de bronze au Championnat des Amériques 2009